# Дирлевангер, Оскар
О́скар Па́уль Дирлева́нгер (нем. Oskar Paul Dirlewanger, 26 сентября 1895 — 7 июня 1945) — немецкий офицер войск СС, оберфюрер (1944). Возглавлял специальную команду СС «Дирлевангер», впоследствии преобразованную в 36-ю гренадерскую дивизию СС «Дирлевангер», которая отличалась особой жестокостью при совершении карательных операций: на её совести уничтожение ряда белорусских деревень (Хатынь, Борки и др.), жестокое подавление Варшавского восстания и др.
Подразделение состояло из браконьеров и уголовников, а позднее и политических заключённых. После окончания войны был объявлен военным преступником.

## Биография

### Ранние годы
Родился в семье состоятельного торгового агента Августа Дирлевангера и его супруги Паулины, урождённой Херрлингер. По происхождению шваб.
В 1913 году получил аттестат о среднем образовании и 1 октября того же года поступил на годичную срочную службу вольнонаёмным в пулемётную роту 123-го (5-го вюртембергского) гренадерского полка «Король Карл». С началом Первой мировой войны, 2 августа 1914 года вместе с 123-м полком был направлен на Западный фронт, где полк в составе 5-й армии кронпринца Вильгельма участвовал в Арденском сражении, сражался в Лотарингии, Люксембурге. 14 апреля получил звание лейтенанта. Во время боевых действий на Западном фронте был несколько раз ранен (22 августа 1914 года — в сражении у Лонгви, 23 августа контужен, 7 сентября 1915 года в оборонительных боях в Шампании ранен дважды, 30 апреля 1918 года ранен в бою за село Покровское под Таганрогом), в результате чего «стал 40-процентным инвалидом». Награждён Железным крестом 2-го и 1-го классов. В 1918 году в качестве командира пулемётной роты 121-го пехотного полка принял участие в оккупации Украины. После заключения перемирия полк Дирлевангера через Румынию вернулся в Германию.
В 1919 году Дирлевангер присоединился к фрайкору и в 1920—1921 годах участвовал в жестоких уличных боях в ходе подавления прокоммунистических волнений в Тюрингии, Саксонии, Руре и Верхней Силезии. Параллельно учился в высшей коммерческой школе в Мангейме, но был исключён из неё за антисемитизм. В 1922 году в университете во Франкфурте-на-Майне защитил диссертацию на соискание учёной степени доктора общественно-политических наук (нем. Staatswissenschaften). Диссертация была посвящена вопросам планирования народного хозяйства на случай предстоящей войны. 1 ноября 1922 года вступил в НСДАП, но был исключён за нарушение закона о разоружении. Вторично вступил в партию в 1926 году. В 1922—1928 годах был волонтёром и служащим различных банков в Штутгарте. В 1928—1931 годах работал управляющим на текстильной фабрике в Эрфурте. С 1932 по июль 1933 года был налоговым советником. Работу в банках Дирлевангеру пришлось оставить из-за обвинений в растрате. С текстильной фабрики он был уволен из-за финансовых махинаций, но заключил с её владельцем мировое соглашение и возместил ему материальный ущерб.

### 1933—1940 годы
После прихода к власти национал-социалистов в 1933 году «старый боец» Дирлевангер тут же получил назначение в управление по труду и занятости населения города Хайльброна, в котором он работал сначала заведующим отделом, а затем начальником. Он первым в Германии рапортовал о трудоустройстве всех подопечных ему членов СА. Однако и здесь быстро погряз в коррупции и интригах. В 1934 году был осуждён на два года по обвинению в сексуальных связях с 13-летней девочкой из Союза девочек. По этому приговору лишился учёной степени, воинского звания и наград, членства в партии и работы. Во время тюремного заключения в Людвигсбурге безуспешно пытался обжаловать приговор в верховном имперском суде.
По совету своего однополчанина и близкого друга Готтлоба Бергера, который был начальником штаба рейхсфюрера СС, после выхода из тюрьмы Дирлевангер записался добровольцем в Испанский иностранный легион, а там вступил в легион «Кондор», немецкое добровольческое боевое соединение, принимавшее участие в гражданской войне в Испании на стороне генерала Франко. С апреля 1937 по май 1939 года служил в танковой части «Пчеловод».
Награждённый Испанским крестом, Дирлевангер добился пересмотра дела в Земельном суде в Штутгарте. 30 апреля 1940 года он был оправдан за недостатком улик. Однако оправдательный приговор звучал настолько неубедительно, что университет во Франкфурте-на-Майне сначала отказался вернуть ему докторское звание, но Дирлевангер всё же снова стал доктором, а также был восстановлен в НСДАП.
4 июня 1940 года Готтлоб Бергер предложил Гиммлеру назначить Дирлевангера командиром специального подразделения СС, сформированного из осуждённых браконьеров. В чине оберштурмфюрера Дирлевангер был принят в войска СС и получил задание провести военную подготовку среди браконьеров, отбывавших заключение в концентрационном лагере Заксенхаузен под Берлином.

### Вторая мировая война
Штрафное подразделение получило название «Команда браконьеров Ораниенбург», с 1 сентября 1940 года стало называться «Особым батальоном СС Дирлевангер». В 1943 году подразделение достигло численности полка и получило название «Особая команда СС Дирлевангер». После назначения Гиммлера командующим армией резерва летом 1944 года подразделение было увеличено до бригады («Особая бригада СС Дирлевангер»).
В приказе Гиммлера от 29 января 1942 года специальная команда Дирлевангер была объявлена добровольческим формированием войск СС и подчинена Главному управлению СС. Начальник управления Готтлоб Бергер лично курировал подразделение и защищал своего друга Дирлевангера от нападок и жалоб.
В феврале 1943 года военнослужащие подразделения получили специальные петлицы с изображением двух скрещённых карабинов и ручной гранаты под ними.
Однако подразделение Дирлевангера не считалось полноценной частью войск СС. Его военнослужащие стояли на том же уровне, что и латышские, хорватские и прочие негерманские члены войск СС. Этим объясняется и тот факт, что приказом от 19 февраля 1945 года Гиммлер переименовал «Ударную бригаду СС Дирлевангер» в «36-ю гренадерскую дивизию войск СС».
С момента формирования в июне 1940 года и до окончания службы в генерал-губернаторстве в феврале 1942 года подразделение состояло исключительно из осуждённых браконьеров. В ходе борьбы против партизан в Белоруссии его численность заметно сократилась. В марте 1942 года речь шла о необходимости пополнения в количестве 250 человек. В сентябре 1942 года Дирлевангер получил из Ораниенбурга ещё 115 браконьеров.
Летом 1942 года, когда формирование стало принимать активное участие в акциях против партизан и местного населения, Дирлевангер создал роту украинских и батальон русских добровольцев. В феврале 1943 года общая численность подразделения достигла 700 человек. Оно состояло из двух рот немцев и двух рот «иностранцев» (этнических немцев, русских и украинцев). Во время антипартизанских операций каждой роте были приданы 5—6 человек из аппарата СД.
Позднее в подразделение также набирались уголовники, осуждённые военнослужащие вермахта и члены СС, а с осени 1944 года — политические заключённые. Однако доля политических заключенных была невелика. Подавляющее большинство составляли так называемые «асоциальные элементы» и профессиональные преступники. При этом Дирлевангер мог всегда положиться на старослужащих браконьеров, которые получили повышение по службе и в отдельных случаях даже незаконно носили форму СС.
В сентябре 1944 года бригада Дирлевангера вместе со сводным полком из бригады Каминского участвовала в жестоком подавлении восстания в Варшаве. В октябре 1944 года бригада была переброшена на подавление восстания в Словакии. С 12 февраля 1945 года она была задействована в Губене (Бранденбург). Получив ранение, Дирлевангер был отправлен на лечение в тыл. В апреле 1945 года советские войска прорвали немецкую оборону на Одере. 27 апреля 1945 года основные части формирования попали в окружение в районе Хальбе и 29 апреля взяты в плен.

### Смерть
7 мая 1945 года Оскар Дирлевангер был арестован французскими солдатами в городе Альтсхаузене, Баден-Вюртемберг, и доставлен в местную тюрьму, которую охраняли польские солдаты из состава французского оккупационного корпуса. В ночь с 4 на 5 июня 1945 года охранники его неоднократно избивали. По данным ЗАГСа Альтсхаузена, Дирлевангер скончался от побоев 7 июня 1945 года. Однако то и дело возникали слухи, что он жив и что его видели в различных частях света. В своём документальном романе «Каратели», изданном в 1981 году, Алесь Адамович ошибочно написал: «Уже в наши дни прах благополучно скончавшегося в Латинской Америке Дирлевангера Оскара Пауля заботливо перевезён в ФРГ и предан захоронению в Вюрцбургской земле». В октябре 1960 года по распоряжению прокуратуры Равенсбурга останки Дирлевангера были эксгумированы. В ходе судебно-медицинской экспертизы от 24 октября 1960 года было установлено, что они однозначно принадлежали Дирлевангеру.

## Звания
- Оберштурмфюрер СС (01.07.1940)
- Хауптштурмфюрер СС (01.08.1940)
- Штурмбаннфюрер СС (09.11.1941)
- Оберштурмбаннфюрер СС (12.05.1943)
- Штандартенфюрер СС (19.03.1944)
- Оберфюрер СС (12.08.1944)

## Награды
- Железный крест, 2-го класса (28.08.1914, Королевство Пруссия)
- Железный крест, 1-го класса (13.07.1914, Королевство Пруссия)
- Золотая медаль «За военные заслуги»[нем.] (04.10.1915, Королевство Вюртемберг)
- Нагрудный знак «За ранение» (1918) чёрный
- Почётный крест Первой мировой войны 1914/1918 с мечами (1934)
- Медаль «За Испанскую кампанию» (Испания)
- Испанский крест в серебре с мечами (1939)
- Медаль «За выслугу лет в НСДАП» 3-й степени — за 10 лет службы в НСДАП
- Пряжка к Железному кресту 2-го класса (24.05.1942)
- Знак отличия для восточных народов с мечами 2-й степени в серебре (09.10.1942)
- Знак отличия для восточных народов с мечами 1-й степени в золоте (ноябрь, 1942)
- Нагрудный штурмовой пехотный знак в серебре (июнь 1943)
- Пряжка к Железному кресту 1-го класса (16.09.1942)
- Немецкий крест в золоте (05.12.1943)
- Нагрудный знак «За ближний бой» в бронзе
- Знак за ранение в золоте (09.07.1943)
- Нагрудный знак «За борьбу с партизанами» в серебре (1944)
- Рыцарский крест железного креста (30.09.1944) — за заслуги «Зондер-полка СС Дирлевангера» в подавлении Варшавского восстания
- Орден Креста Победы 1-го класса  (1944, Словакия) — за активное участие «2-й штурмбригады СС Дирлевангера» в подавлении восстания на территории Словацкой республики осенью 1944 года

## Дирлевангер в кино
В российско-украинском сериале «Операция „Дезертир“» (2020) в роли Дирлевангера — актёр Вадим Лялько.
В узбекско-белорусском фильме «Узбечка» (2022) в роли Дирлевангера — Евгений Ивкович.

## Оценки личности американскими историками
Стивен Залога определял Дирлевангера как «психопатического убийцу и насильника детей».
Ричард Родес считал его «жестоким садистом».
Джон Бойер Белл называл его «экспертом по истреблению и приверженцем садизма и некрофилии».
Брайен Марк Ригг определял его как «садиста и некрофила».
Крис Бишоп определял Дирлевангера как «самого злого человека в СС».